# Carrollton (Alabama)
Pour les articles homonymes, voir Carrollton.
Carrollton est une ville américaine et le siège du comté de Pickens, dans l'État  de l'Alabama, aux États-Unis.

## Démographie
| 1850 | 1880 | 1900 | 1910 | 1920 | 1930 | 1940 | 1950 |
| ---- | ---- | ---- | ---- | ---- | ---- | ---- | ---- |
| 394  | 349  | 278  | 444  | 564  | 569  | 626  | 710  |

| 1960 | 1970 | 1980  | 1990  | 2000 | 2010  | - | - |
| ---- | ---- | ----- | ----- | ---- | ----- | - | - |
| 894  | 923  | 1 104 | 1 170 | 987  | 1 019 | - | - |